# ریداکش‌ها

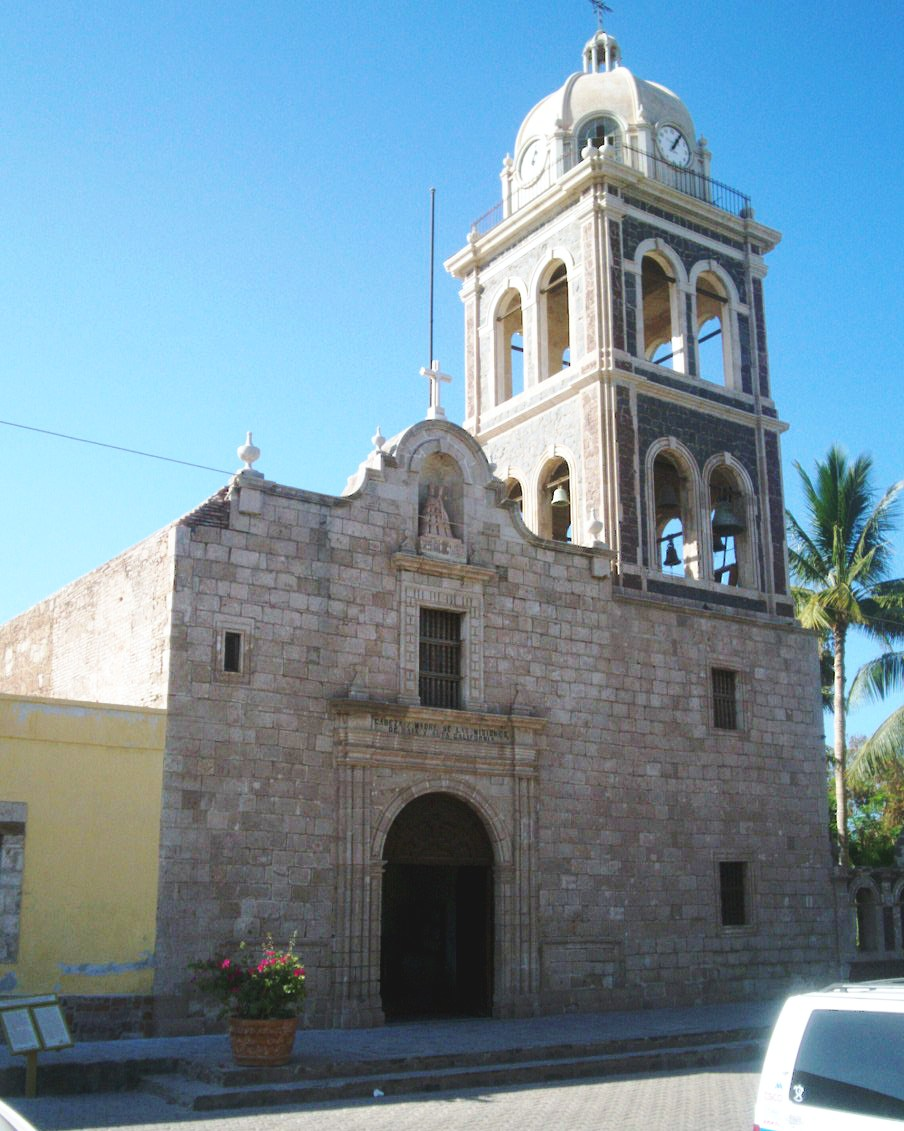
یک کلیسا همیشه در مرکز ریداکش‌ها قرار داشت. این یکی در لورتو، باجا کالیفرنیا سور است.

ریداکش‌ها (اسپانیایی: reducciones‎) سکونتگاه‌هایی بودند که توسط حاکمان امپراتوری اسپانیا و مبلغان مذهبی کلیسای کاتولیک در آمریکای اسپانیا و هند شرقی اسپانیا فیلیپین ایجاد شدند. در آمریکای پرتغالی، به چنین ریداکش‌هایی آلدیا نیز می‌گفتند. اسپانیایی‌ها و پرتغالی‌ها، در بسیاری از موارد، ساکنان بومی مستعمرات خود را در طی مهاجرت اجباری به سکونتگاه‌های شهری با الگوبرداری از ساکنان اسپانیا و پرتغال منتقل کردند.